# ورل بنغالي
الورل البنغالي أو الورل الهندي الشائع (Varanus bengalensis)، نوع ضخم من جنس الورل من طبقة أو تحت رتبة السحالي والذي ينتشر انتشارًا واسع النطاق في جنوب القارة الآسيوية.

## الوصف
يصل طول الورل البنغالي إلى 175 سم على وجه التقريب مع احتساب المسافة من الخطم إلى الذيل، حيث طول الجسم دون الذيل 75 سم وطول الذيل وحده 100 سم. إن ذكور الورل البنغالي أكبر حجمًا من إناثها على وجه العموم. يصل وزن الفرد من الورل البنغالي إلى 7.5 كغ تقريبًا، وقد يزداد وزن الذكور إلى أكثر من ذلك خاصًة في حالة الأسر.

## نطاق الانتشار الجغرافي
يتسع نطاق الانتشار الجغرافي للورل البنغالي ليشمل المنطقة الممتدة من إيران إلى جزيرة جاوة الإندونيسية حيث يُعدّ بذلك أكثر أنواع جنس الورل انتشارًا. يوجد الورل البنغالي في أودية الأنهار في شرق إيران، وأفغانستان،وباكستان، والهند، والنيبال، وسريلانكا، وبنغلاديش بالإضافة إلى جنوب ميانمار. من الممكن العثور على أنواع أخرى تحت أنواع هذا الورل مثل الورل الغائم Varanus bengalensis nebulosus في ميانمار، وفيتنام، وكمبوديا، وماليزيا، وتايلاند، وجزيرة جاوة بالإضافة إلى جزر سوندا، ولكن ينتفي أي وجود له في جزر سومطرة وجزر أندمان.

## الموائل الطبيعية
يعيش الورل البنغالي في كل من الصحاري الجافة والغابات الرطبة، ويوجد عادة في المناطق الزراعية أيضًا وحيث يكون تحت ارتفاع 1500 م بصورة رئيسية.

## الغذاء
يتغذى الورل البنغالي على طائفة واسعة من الفرائس تشمل اللافقاريات والفقاريات. تتكون فرائس هذا الورل من:خنافس،￼￼ وحلازين، ويرقات، وحشرات مستقيمات الأجنحة، وعقارب، وضفادع، وثعابين، وأسماك، وسحالي، وبعض الثدييات الصغيرة، والنمل بالإضافة إلى القوارض. يقتات الورل البنغالي في بعض الأحيان على الجيف أيضًا.

## التزاوج والتكاثر

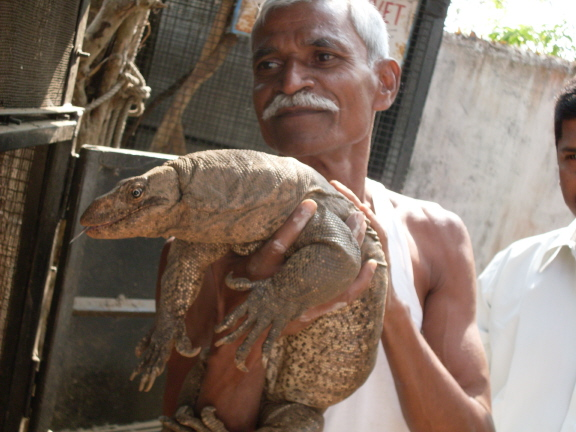

قد تكون الإناث قادرة على الاحتفاظ بالحيوانات المنوية حيث تحبسها أو تخزنها ليسعها تخصيب البيوض.

## البيئة والسلوك

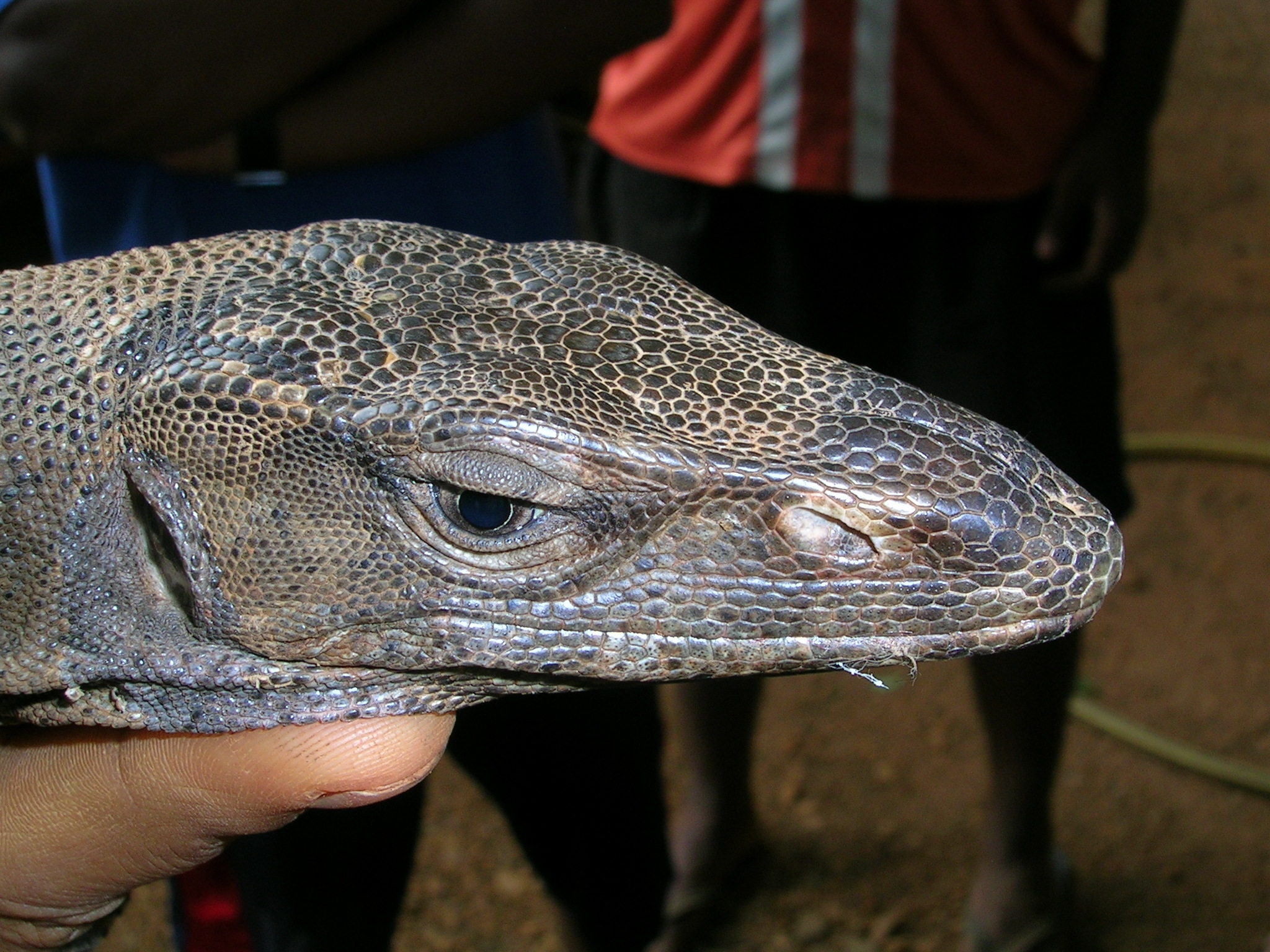

الأفراد البالغة من الورل توجد غالبًا على الأرض، وأما الصغار فتعيش على الأشجار. إن الورل البنغالي انفرادي ويسكن في الجحور أو شقوق الصخور.
يكون الورل البنغالي خجولًا حيث يتفادى البشر قدر المستطاع، وبوسعه ضبط حركة الإنسان بعيدًا عن مرأى البصر وبمسافة تبعد 250 م تقريبًا. عندما يقع في الأسر فإنه قد يعض ولكن نادرًا ما يفعل ذلك.
يعيش الورل البنغالي إلى 22 عامًا حالة الأسر، ومن المفترسين الطبيعيين لهذا الورل: ثعابين البايثون الضخمة وبعض الطيور إضافة إلى بعض الثدييات، كما يصطاده الإنسان من أجل لحمه وجلده يستخدمه لأغراض عدة.

## وصلاتٌ خارجية
- The online Little Book of Monitor Lizards
- http://www.iucnredlist.org/details/164579/0
- http://conservationofwildlife.in/bengal-monitor-lizard/